# Беккер, Карл Лотус
Карл Лотус Беккер (англ. Carl Lotus Becker; 7 сентября 1873, штат Айова — 10 апреля 1945, Итака, Нью-Йорк) — американский историк. Доктор философии (1907). Профессор Корнелла, член Американской академии искусств и наук (1923). Президент Американской исторической ассоциации (1931).
С 1893 года учился в Висконсинском университете в Мадисоне.
Степень доктора философии получил под началом Ф. Д. Тёрнера.
В 1917—1941 годах именной профессор истории Корнелла.
В его честь там названо одно из зданий. Учились у него Уоллес Фергюсон, Луис Готтшалк и Leo Gershoy.

## Сочинения
- Соединённые Штаты: так рождалась демократия = The United States: An Experiment in Democracy. / Пер., вступит. ст., примеч. В. В. Швецова; науч. ред., вступ. ст. М. В. Новикова. — Ярославль : [Изд-во ЯГПУ им. К. Д. Ушинского], 2005. — 281, [2] с. — ISBN 5-87-555438-X
- (Совм. с Frederic Duncalf) «История цивилизации» (1938)[5]